# Chorizo

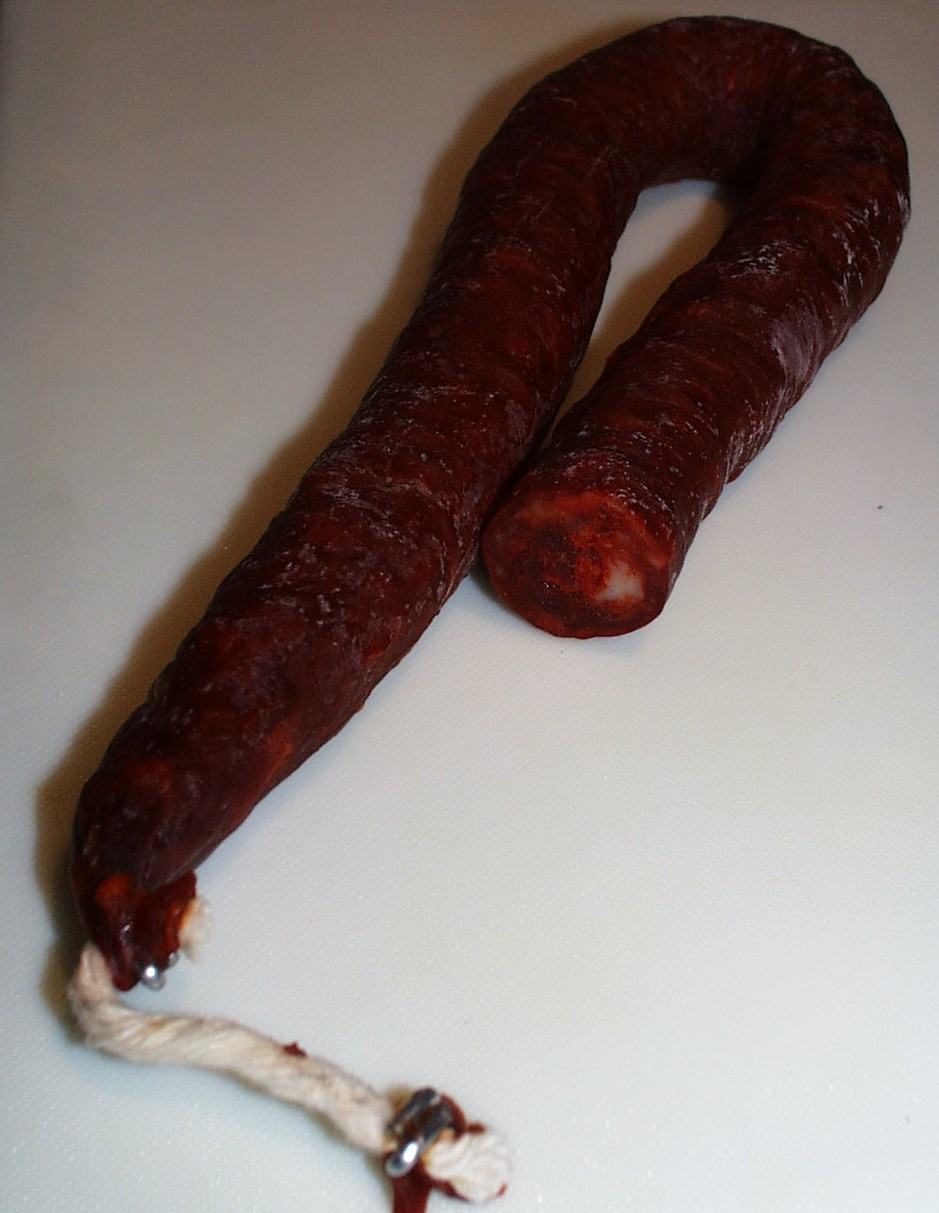
Chorizo

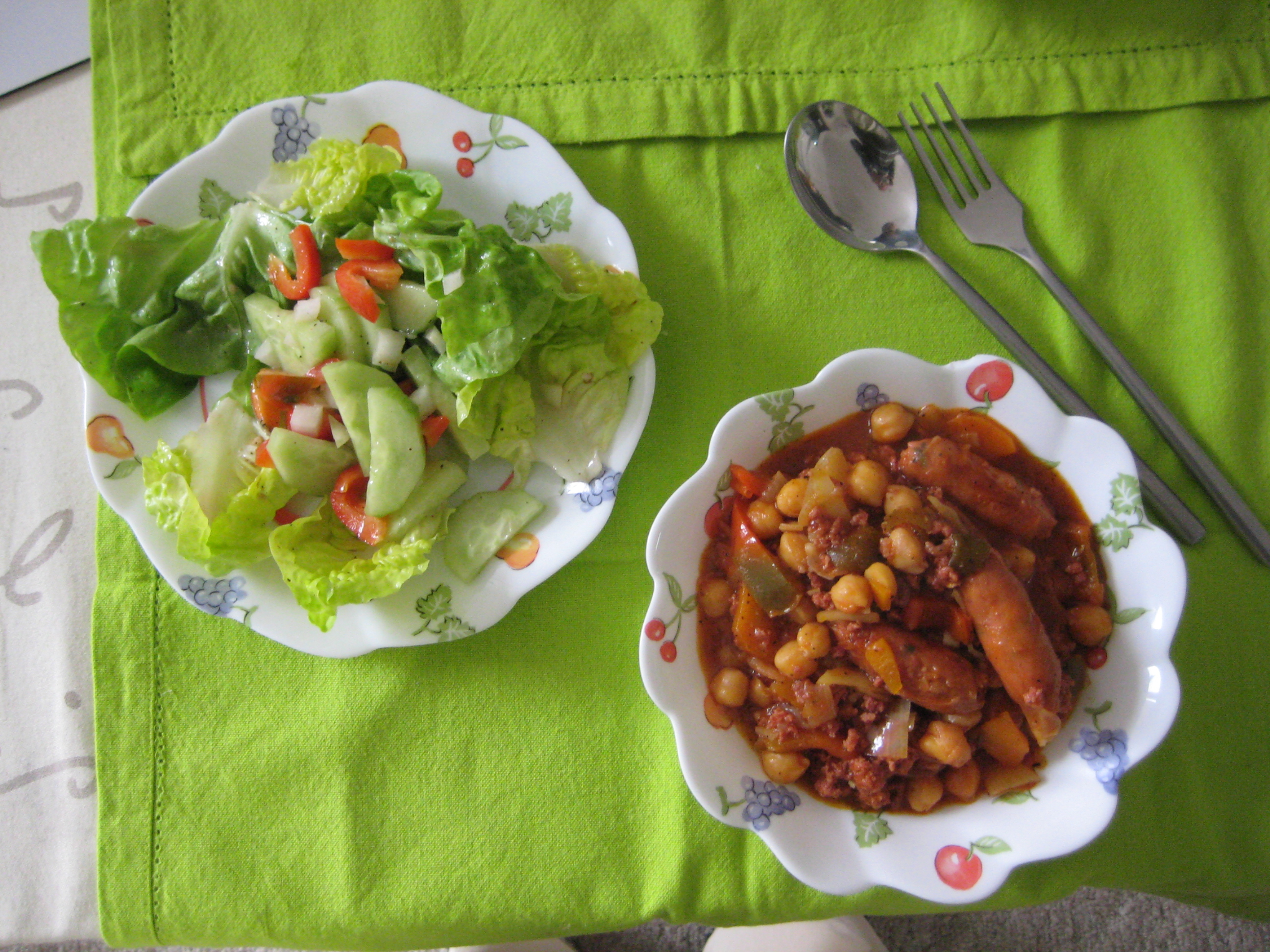
Chorizo met kikkererwten

Chorizo is een van oorsprong Spaanse worstsoort die kruidig van smaak en roodachtig van kleur is en een stevige, grove structuur heeft.
Een kenmerkend ingrediënt is de pimiento choricero, een paprikapoeder (al dan niet pittig) dat niet alleen zorgt voor de smaak en de rode kleur van de chorizo, maar dankzij de daarin aanwezige etherische oliën ook bijdraagt aan een betere houdbaarheid. Normaal gesproken wordt chorizo vervaardigd van zeer grof gehakt, vettig varkensvlees. Andere belangrijke bestanddelen zijn zout, knoflook, oregano, suiker en eventueel andere kruiden zoals komijn.
Chorizo is zowel vers als gedroogd te verkrijgen en in het laatste geval soms ook gerookt. De worst wordt gebruikt als broodbeleg, in stoofschotels meegekookt, gebraden of soms ook gegrild gegeten.
Vooral in Spanje bestaan veel (lokale) varianten van de worst. Zo zijn er bijvoorbeeld varianten die gemaakt zijn van het vlees van het Iberische varken (pata negra), of minder vettige en fijnere varianten die onder andere populair zijn voor tapas. Een bekende variant is de Pamplona die van iets fijner gehakt, of eventueel zelfs gemalen vlees gemaakt is.
Buiten Europa zijn vooral de Mexicaanse of Caribische varianten van de chorizo bekend die een ander kruidenaroma hebben en vaak gemaakt zijn van gemalen vlees in plaats van grof gehakt. Bovendien worden deze vooral vers aangeboden, terwijl voor de Europese/Spaanse varianten gedroogd en/of gerookt juist gebruikelijker is.

## Historie
Als geboorteland van de chorizo wordt algemeen de Spaanse regio Extremadura genoemd. Vanaf circa 1600 komt de chorizo regelmatiger in Spaanse geschriften voor.
De paprika kan pas toegevoegd zijn nadat de Spaanse veroveraars de plant geïntroduceerd hadden. Aangenomen wordt dat voordien vergelijkbare gekruide worsten gemaakt werden die lichter gekleurd waren. Opvallend is wel dat een Spaans woordenboek uit 1726-1739 (de Diccionario de Autoridades) de chorizo omschrijft als   "Een stuk darm gevuld met gehakt vlees, meestal varken, gemarineerd met kruiden en gerijpt met rook om het houdbaar te maken" - waarbij dus niet nadrukkelijk sprake is van paprika.

## Bereiding
Traditioneel wordt chorizo in de winter gemaakt (het moet koud zijn), als bij het slachtfeest zo veel mogelijk van het varken (bloed, ingewanden, oren, hoeven ...) verwerkt wordt.
Om de worst te maken wordt het vlees (circa 20% vet) in kleine stukjes gesneden en goed vermengd met geplette paprika (20g/kg) en/of paprika- of chilipoeder (3-5g/kg), flink wat zout (15-25g/kg), knoflook (7-10g/kg), kruiden (oregano, komijn, ...) en eventueel wat witte wijn en suiker om de gisting te bevorderen. Dit mengsel wordt een dag of twee in een koude omgeving gemarineerd in een bak van aardewerk of hout, geen staal. Het wordt eventueel een paar keer per dag doorkneed en indien te droog wordt water toegevoegd. Indien het mengsel te nat is wordt er gezeefd meel doorheen gemengd. Als het mengsel goed is ingetrokken wordt soms een klein deel aangebakken om de smaak te kunnen beoordelen. Daarna worden de darmen (28-35mm) afgevuld en afgebonden op stukjes van circa 100 gram. Deze verse worst kan eerst nog een uur of drie bij kamertemperatuur rusten, alvorens op een koele plek (12°C, relatieve luchtvochtigheid 76%) te drogen gehangen te worden, waarbij deze behoorlijk kan slinken, met een 20 à 30% afname in het gewicht.
Tijdens het drogen fermenteert de worst en krijgt daardoor de kenmerkende, iets zure smaak. Naar wens wordt de worst lang gedroogd om een harde chorizo te verkrijgen. Bij een kortere droogtijd is het resultaat een zachtere/versere worst. In vochtige streken moet de worst voor het drogen gerookt worden om schimmel te voorkomen.

## Varianten
Chouriço is een andere Portugese worst die vanwege de naam weleens met chorizo verward wordt, maar iets anders gekruid is. Al kun je wellicht ook stellen dat het gewoon een chorizo-variant is met lokale kruidenmelange.
Chaurice is een worstsoort uit Louisiana die veel van chorizo weg heeft en ook zowel vers als gedroogd voorkomt.
In Argentinië en andere Zuid-Amerikaanse landen wordt 'chorizo' eerder gebruikt als verzamelnaam voor veel/alle grove worstsoorten en zijn deze doorgaans niet erg pittig gekruid. Wel wordt verwacht dat ze van varkensvlees zijn vervaardigd en als een slager om de smaak te verbeteren andere vleessoorten toevoegt (zoals ezel) wordt dat door sommigen opgevat als bedrog.

## Chorizo in gerechten
Chorizo con huevos (chorizo met eieren) is een populair ontbijtgerecht in Mexico en het zuiden van de V.S. en wordt gemaakt door eenvoudigweg tijdens het bakken van een roerei stukjes chorizo erdoorheen fijn te prakken zodat   beide tijdens het garen goed vermengd raken. Dit chorizo-roerei kan eventueel weer verwerkt worden in een burrito.
Huevos con chorizo (eieren met chorizo) moet niet met bovenstaande verward worden en is een traditioneel gerecht in sommige streken van Spanje, waarbij chorizo en eieren naast elkaar (niet door elkaar) gefrituurd worden in een pan met een diepe laag olijfolie of varkensvet op hoge temperatuur. Hiervoor wordt doorgaans een verse chorizo gebruikt die niet geschikt is voor rauwe consumptie.
Choripán is een populaire snack in veel Zuid-Amerikaanse landen. Dit is een gegrilde chorizo in een broodje of tussen sneetjes witbrood, met mayonaise of andere sausjes zoals chimichurri. Als een over de lengte opengesneden (maar niet helemaal doorgesneden) gekookte chorizo gebruikt wordt spreekt men van een mariposa (vlinder). In Peru wordt met choripán eigenlijk altijd impliciet de mariposa-versie bedoeld.

## Chorizo in de taal
In het Spaans wordt chorizo (van het 'Bargoense' chorar=stelen) denigrerend gebruikt voor een kleine dief of oplichter.
In de Mexicaanse volkstaal wordt 'chorizo' ook wel gebruikt voor 'penis'.